# Sapho, Phaon et l'Amour
Sapho, Phaon et l'Amour est un tableau de Jacques-Louis David peint en 1809 pour le prince Nicolas Borissovitch Youssoupoff (en). Seule peinture à thème mythologique peinte durant le premier Empire elle se situe dans le groupe des œuvres à thème galant représentant un couple mythologique, thème que David a inauguré avec Les Amours de Pâris et d'Hélène et qu'il poursuivra avec L'Amour et Psyché et Les Adieux de Télémaque et d'Eucharis. Le tableau est exposé au musée de l'Ermitage.

## Provenance

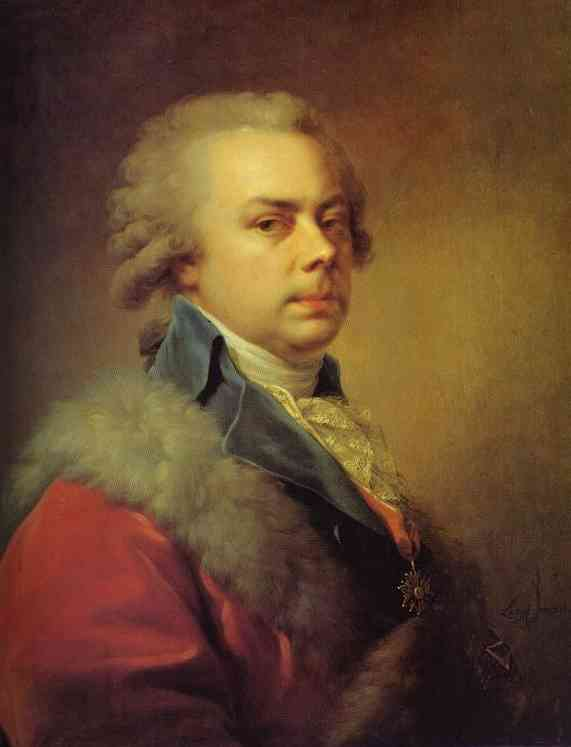
Le prince Nicolas Youssoupoff commanditaire du tableau de David (portrait par Johann Baptist von Lampi XVIII).

Commande du prince Nicolas Youssoupoff, la toile fait partie de sa collection au château d'Arkhangelskoïe. En 1917 le tableau est saisi par les soviétiques et installé au musée de Moscou, nommé Musée des beaux-arts Pouchkine en 1937. En 1925 il est transféré au Musée de l'Ermitage.

## Description
Cette « Sapho galante » est empêchée dans sa lecture par l'Amour, elle abandonne sa lyre à l'éphèbe Cupidon, et elle se tourne en riant vers son amant Phaon. Avec des gestes de théâtre, des rondeurs érotiques, David cumule avec maîtrise tous les poncifs d'un genre : l'anacréontisme d'Empire.

## Contexte
Après avoir célébré les fêtes de l'Empire, David renoue avec « l'Antiquité gracieuse : il se fait Anacréon  ». Pour  le prince Youssoupoff, mécène et collectionneur d'art français qui achète pendant son séjour à Paris, de 1808 à 1811, alors qu'il séjourne à Paris, les peintres en vogue dont il ramène les œuvres dans son palais de Saint-Pétersbourg ou son château d'Arkhangelskoïe, près de Moscou.

## Fortune critique
Des jugements sévères ont été portés sur cette œuvre mal connue « jadis censeur d'une société libertine, le peintre s'est rallié aux goûts suaves de la nouvelle classe dominante. Mais il n'est pas sûr que David lui-même ait apprécié son œuvre : il écrit en 1814 au prince Youssoupoff pour lui en demander un petit croquis, avouant qu'il n'a gardé à Paris aucune trace du tableau. »